# Ga Tượng Sơn

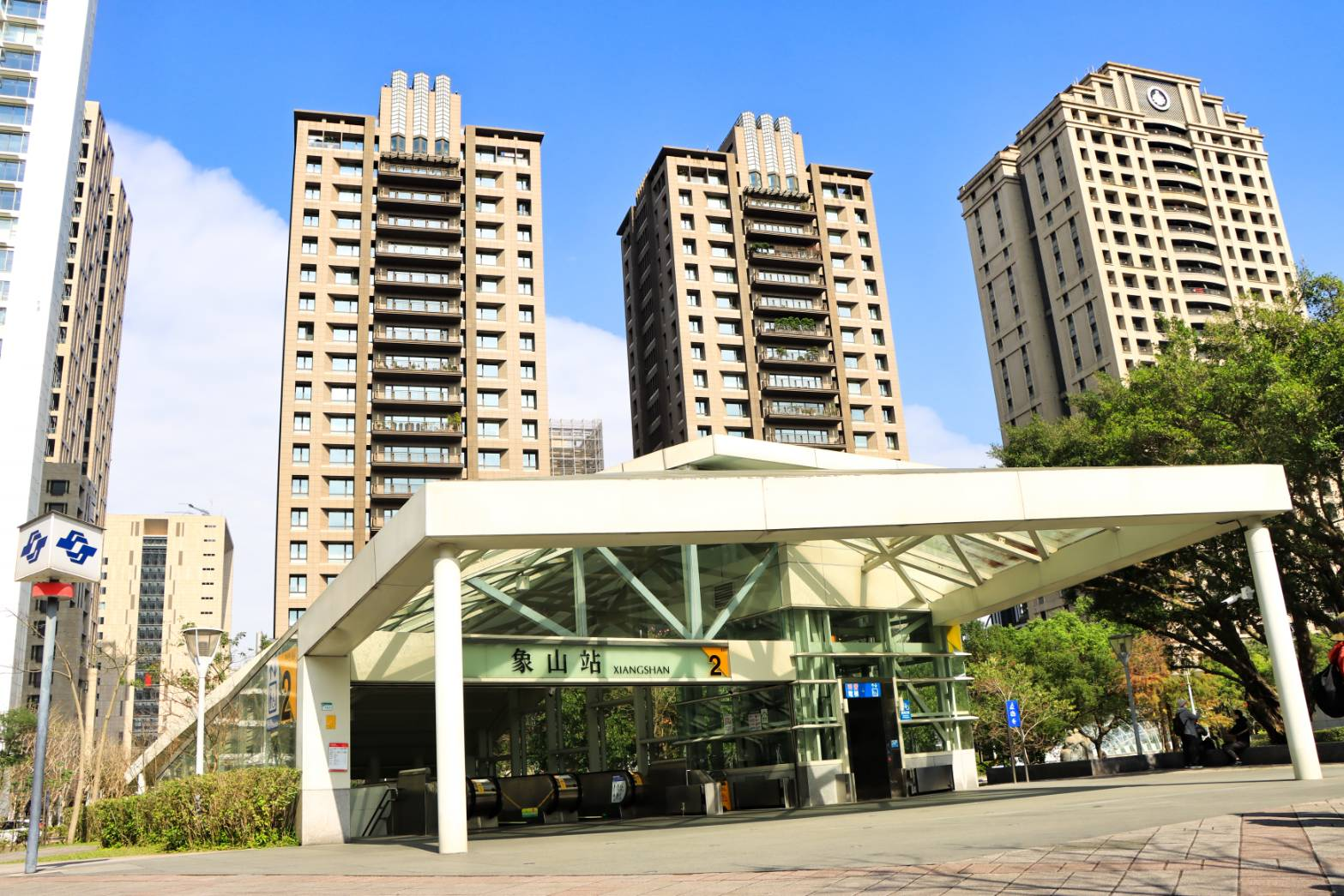
Lối ra số 2. Ảnh chụp năm 2023.

Ga Tượng Sơn (tiếng Trung: 象山站; Hán-Việt: Tượng Sơn trạm; tiếng Anh: Xiangshan Station) là một ga tàu điện ngầm (đường sắt đô thị) thuộc tuyến Đạm Thủy-Tín Nghĩa (R, màu đỏ) của hệ thống đường sắt đô thị Đài Bắc, tọa lạc tại quận Tín Nghĩa của Đài Bắc, Đài Loan. Ga mở cửa vào ngày 24 tháng 11 năm 2013. Tên của ga được đặt theo ngọn núi gần đó là núi Voi (tức Tượng Sơn).

## Tổng quan
Ga Tượng Sơn là một ga ngầm gồm có hai tầng sâu với một sân ga kiểu đảo. Ga nằm bên dưới mặt đường Tín Nghĩa - đoạn 5, về phía đông của đường Tùng Nhân (松仁路) và gần đầu bắc của công viên Trung Cường (中強公園) và đường tốc hành Tín Nghĩa. Dự định ban đầu khi mở cửa ga này là ga sẽ trở thành ga cuối ở phía đông của tuyến Đạm Thủy-Tín Nghĩa. Tuy nhiên, hiện người ta đang thực hiện công trình kéo dài tuyến Đạm Thủy-Tín Nghĩa về phía đông của ga này.

## Lịch sử
Ga bắt đầu được xây dựng từ tháng 7 năm 2005, hoàn thành vào tháng 11 năm 2013. Dự kiến Tuyến vòng sẽ kết nối với tuyến Đạm Thủy-Tín Nghĩa ở bên ngoài ga này.

## Xây dựng
Ga có chiều dài 220 m (720 ft), rộng 22 m (72 ft) và sâu 22 m (72 ft). Ga có ba lối ra, hai thang máy cho người khuyết tật và hai trụ thông gió.
Do không gian xây dựng bị hạn chế bởi đường tốc hành Tín Nghĩa, một cầu vượt, cũng như rảo chắn của Công ty Điện lực Đài Loan, nên người ta xây ga Tượng Sơn bằng phương pháp ram ống thay vì phương pháp thông thường là đào hầm.

## Giờ chạy tàu đầu ngày và cuối ngày
Giờ chạy tàu đầu ngày và cuối ngày tại ga Tượng Sơn: như sau:
| Điểm đến                   | Tàu đầu ngày               | Tàu đầu ngày                  | Tàu cuối ngày              |
| Điểm đến                   | Thứ Hai − Thứ Sáu          | Thứ Bảy − Chủ Nhật và ngày lễ | Hằng ngày                  |
| - Tuyến Đạm Thủy-Tín Nghĩa | - Tuyến Đạm Thủy-Tín Nghĩa | - Tuyến Đạm Thủy-Tín Nghĩa    | - Tuyến Đạm Thủy-Tín Nghĩa |
| -------------------------- | -------------------------- | ----------------------------- | -------------------------- |
| R28 Đạm Thủy               | 06:00                      | 06:00                         | 00:00                      |

## Sơ đồ ga
| 1F | Mặt đường                          | Lối vào/Lối ra                                                                                     |
| B1 | Sảnh trung tâm                     | Hành lang, quầy thông tin, máy bán vé tự động, cổng soát vé một chiều Nhà vệ sinh                  |
| B1 | Sảnh trung tâm                     | |
| B2 | Sân ga số 1                        | ← Tuyến Đạm Thủy-Tín Nghĩa hướng về ga Đạm Thủy(R03 Ga Đài Bắc 101–Trung tâm Thương mại Thế giới)  |
| B2 | Sân ga kiểu đảo, cửa mở ở bên trái | |
| B2 | Sân ga số 2                        | ← Tuyến Đạm Thủy-Tín Nghĩa hướng về ga Đạm Thủy (R03 Ga Đài Bắc 101–Trung tâm Thương mại Thế giới) |

## Nghệ thuật công cộng
Chủ đề trang trí cho ga này là "Bài hát của ếch cây - thể hiện các đặc điểm địa lý tương tác với thiên nhiên". Do gần với núi Voi nên ga cũng nằm gần với khu bảo tồn loài ếch cây của thành phố Đài Bắc. Các tác phẩm nghệ thuật trong ga biểu đạt đặc điểm tự nhiên và các tư thế khác nhau của loài ếch cây.

## Xung quanh ga
- Núi Voi (Lối ra số 2)
- Công viên Tượng Sơn (Lối ra số 2)
- Công viên Tam Trương Lê 三張犁 (Lối ra số 2)
- Trường Trung học Đệ nhất cấp Hưng Lập Thành phố Đài Bắc 臺北市立興雅國民中學 (Lối ra số 3)
- Trường Tiểu học Bác Ái 博愛國小 (Lối ra số 3)
- 04 trạm YouBike